# Halli Amaro
Halli Lynn Amaro (Los Alamitos, 21 settembre 1993) è una pallavolista statunitense, di ruolo centrale.

## Carriera

### Club
La carriera pallavolistica di Halli Amaro inizia nei tornei scolastici californiani con la Los Alamitos HS. Dopo il diploma gioca a livello universitario nella NCAA Division I, a cui partecipa dal 2012 al 2015 con la Arizona.
Inizia la carriera da professionista nel gennaio 2018, quando firma per la seconda parte della stagione 2017-18 in Ungheria, dove disputa la Nemzeti Bajnokság I con il TFSE. Nella stagione seguente approda al Vilsbiburg II, club impegnato nella serie cadetta del campionato tedesco, nel quale resta anche nell'annata 2019-20, ma difendendo i colori dell'Erfurt, in 1. Bundesliga.